# Allotettix cayennensis
Allotettix cayennensis är en insektsart som först beskrevs av Bolívar, I. 1887.  Allotettix cayennensis ingår i släktet Allotettix och familjen torngräshoppor. Inga underarter finns listade i Catalogue of Life.